# مانويل هويرتا
مانويل هويرتا (بالإنجليزية: Manuel Huerta) هو تريثلت أمريكي، ولد في 22 مارس 1984 في هافانا في كوبا.

## وصلات خارجية
- مانويل هويرتا على موقع أوليمبيديا (الإنجليزية)